# Лахул и Спити
Лахул и Спити (англ. Lahaul and Spiti) — округ в индийском штате Химачал-Прадеш. Возник в результате объединения двух округов — Лахул и Спити. Административный центр округа — Килонг в Лахуле. До объединения округов столицей Лахула был город Карданг, а столицей Спити — Дханкар. Большинство жителей Лахула являются последователями индуизма и тибетского буддизма школы Друкпа-кагью, в то время как бхотия, населяющие Спити, исповедуют тибетский буддизм школы гэлуг. Одной из основных достопримечательностей региона являются тибетские монастыри.
Кунзум Ла или Кунзумский проход (высотой 4 551 м) является входом в долину Спити из Лахула. Это в 21 км от озера Чандра Тал. Округ соединён с Манали через Рохтангский перевал. На юге Спити заканчивается в 21 км от селения Табо, у Сумдо, где дорога входит в пределы Киннаура и соединяется с 22-м шоссе.
Эти две долины имеют совершенно различный характер. Спити более бесплодная и трудная для пересечения, средняя высота долины около 4 270 метров. Она заключена между высокими хребтами, с рекой Спити, вытекающей из ущелья на юго-востоке и вливающейся в Сатледж. Это типичная высокогорная пустыня с годовым уровнем осадков около 170 мм.
Это третий по малонаселённости округ в Индии (из 640).

## Флора и фауна

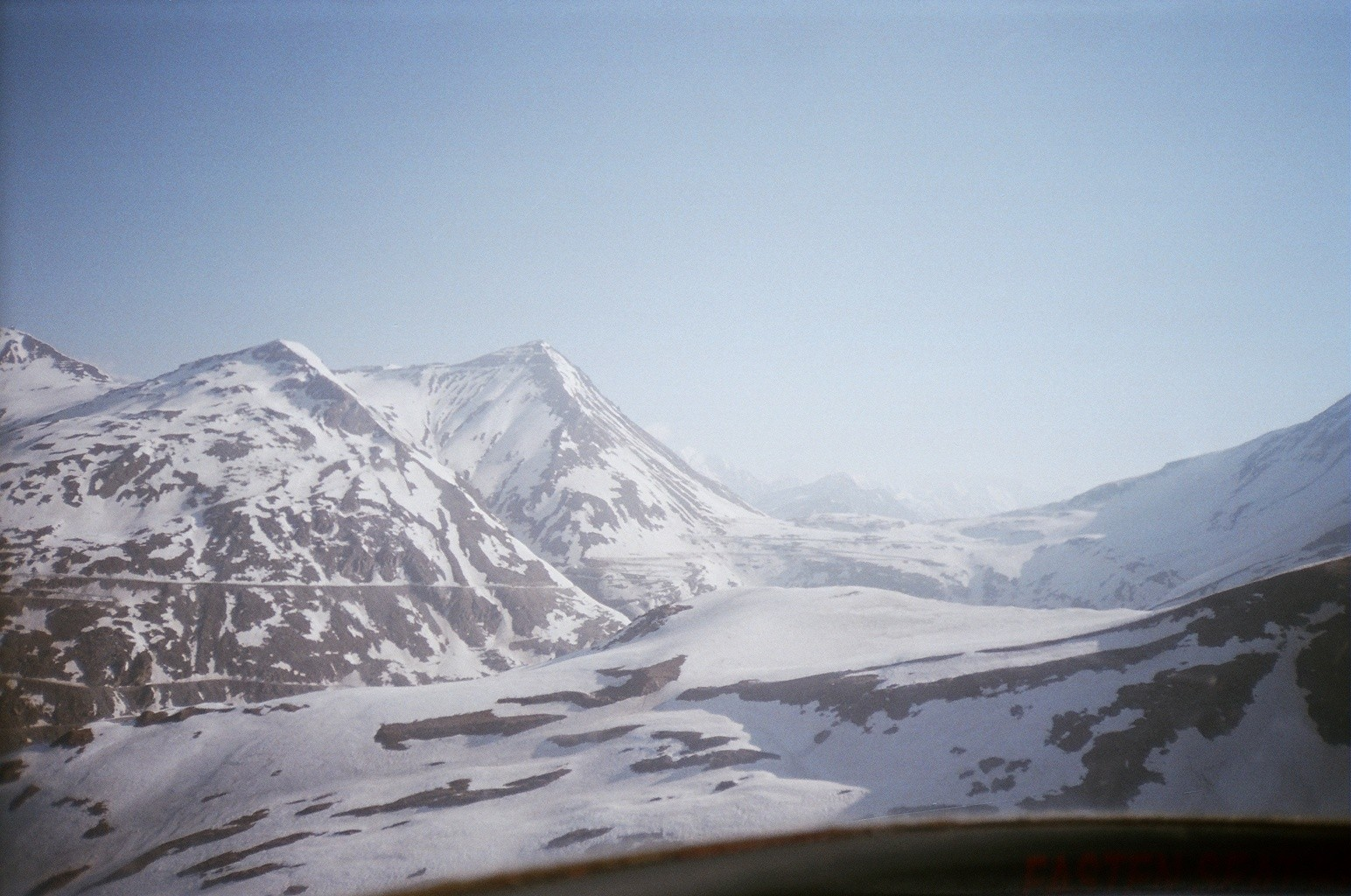
Долина Лахула зимой

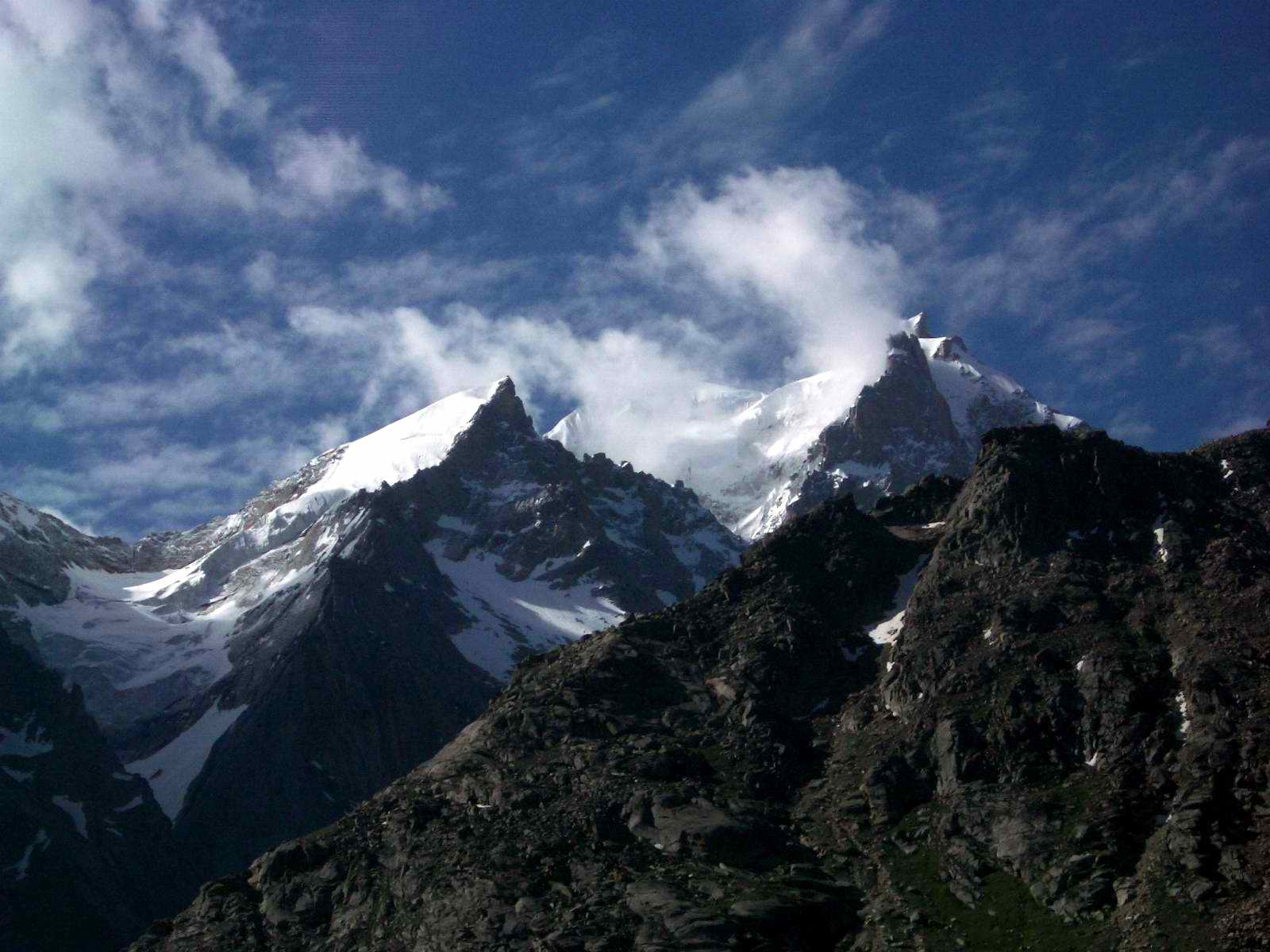
Горные пики округа Лахул и Спити

Суровые условия Лахула допускают только скудную, жёсткую траву и кусты, даже ниже 4 000 метров. Ледники начинаются с 5000 метров.
Животные подобные якам и дзо бродят по диким равнинам Лингти. Тем не менее природа округа деградировала из-за чрезмерной охоты и сокращения пастбищ для оронго, аргали, киангов, кабарги и снежного леопарда, что делает их видами, находящимися под угрозой исчезновения. Всё же в долине Лахула всё ещё встречают горных козлов, бурых медведей, лис, а зимой и снежных леопардов.

## Люди

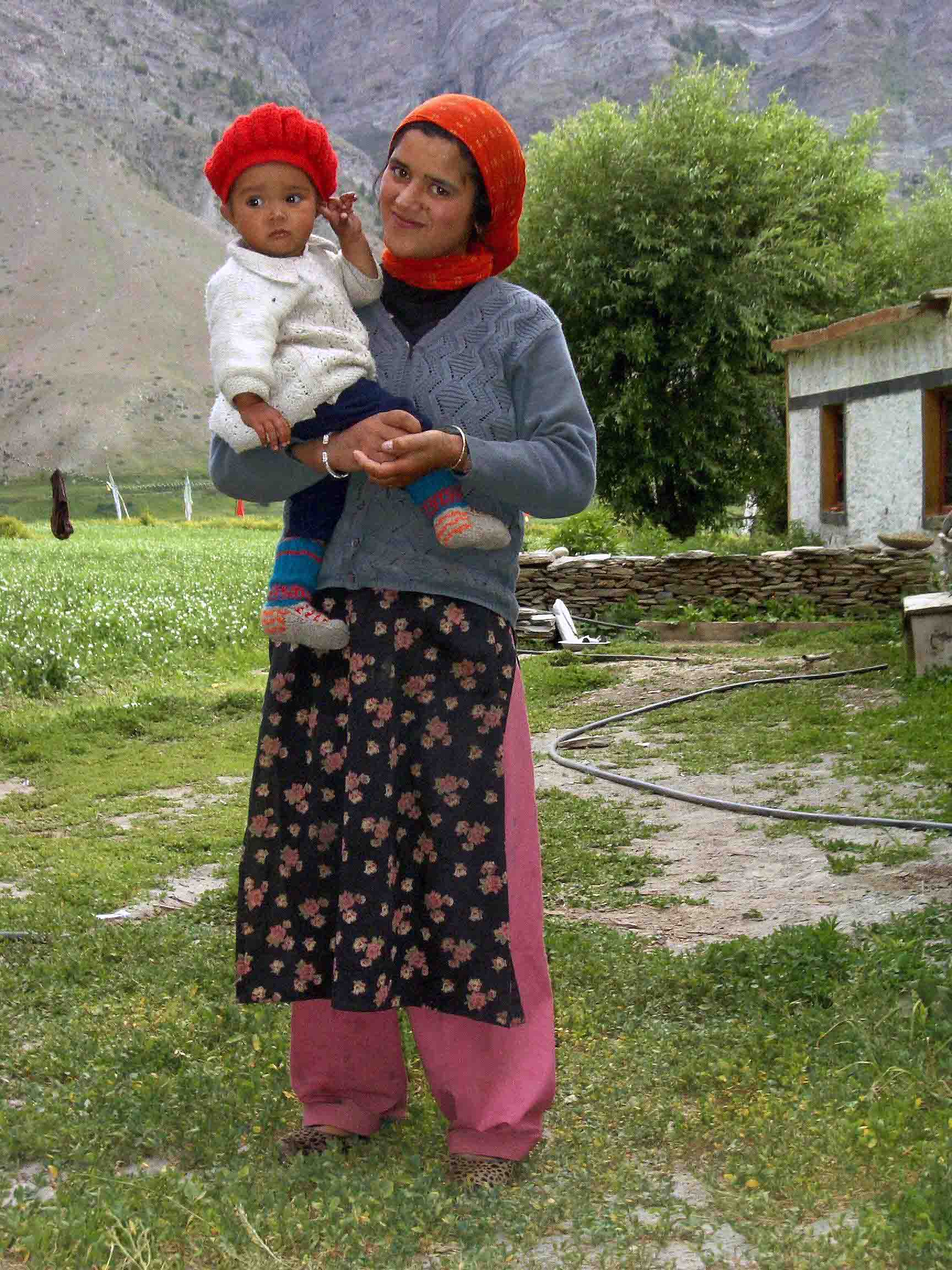
Мать и ребёнок недалеко от Гандхола Гомпа. 2004

Язык, культура, и населения Лахула и Спити тесно связаны. В основном лахульцы — тибетцы и индо-арии по происхождению, тогда как «бхотия» из Спити — почти полностью тибетцы, из-за их близости к Тибету. Светлая кожа и карие глаза обычны для лахульцев.
Языки и лахульцев и спитийских «бхотия» принадлежат к тибетской семье. Они очень похожи на Ладакхи и тибетцев по культуре, временами они становились подданными тибетских царств Гуге и Ладакх.
Среди лахульцев семья становится базовой единицей рода. Распространено расширение семьи, что стало развитием ушедших обычаев многомужества. Семью возглавляет старший мужчина, его называют Юнда, а его жену — Юндамо, они имеют власть над более младшими родственниками. Клановая система, известная как Рхус, играет другую важную роль в лахульском обществе.
Спитийские бхотия имеют наследственную систему, уникальную для тибетцев. При смерти обоих родителей старший сын получает имущество семьи, тогда как старшая дочь получает материны драгоценности; младшие братья и сёстры не наследуют ничего. Людям помогает и система социального обеспечения, предоставляемая гималайскими монастырями.

### Образ жизни
У лахульцев и бхотия схожий образ жизни, что обосновано их близостью. Полиандрия была широко распространена у лахульцев в прошлом, хотя эта практика вымирает. Спитийские бхотия не практиковали многомужество широко, хотя в некоторых отдалённых регионах это встречалось.
Развод могут требовать как муж, так и жена. Оформляется простой церемонией при участии старейшин деревни. Если женщина не вступает в новый брак, то муж выплачивает ей компенсацию. Но это редкость в Лахуле.
Основной источник средств к существованию — сельское хозяйство. Распространено выращивание картофеля. Жители разводят скот, работают по правительственным программам, работают на государство и в частном секторе, занимаются ремёслами, включая ткачество.
Дома строят в тибетском архитектурном стиле, так как в Лахуле и Спити земля весьма гориста и склонна к землетрясениям.

## Религия

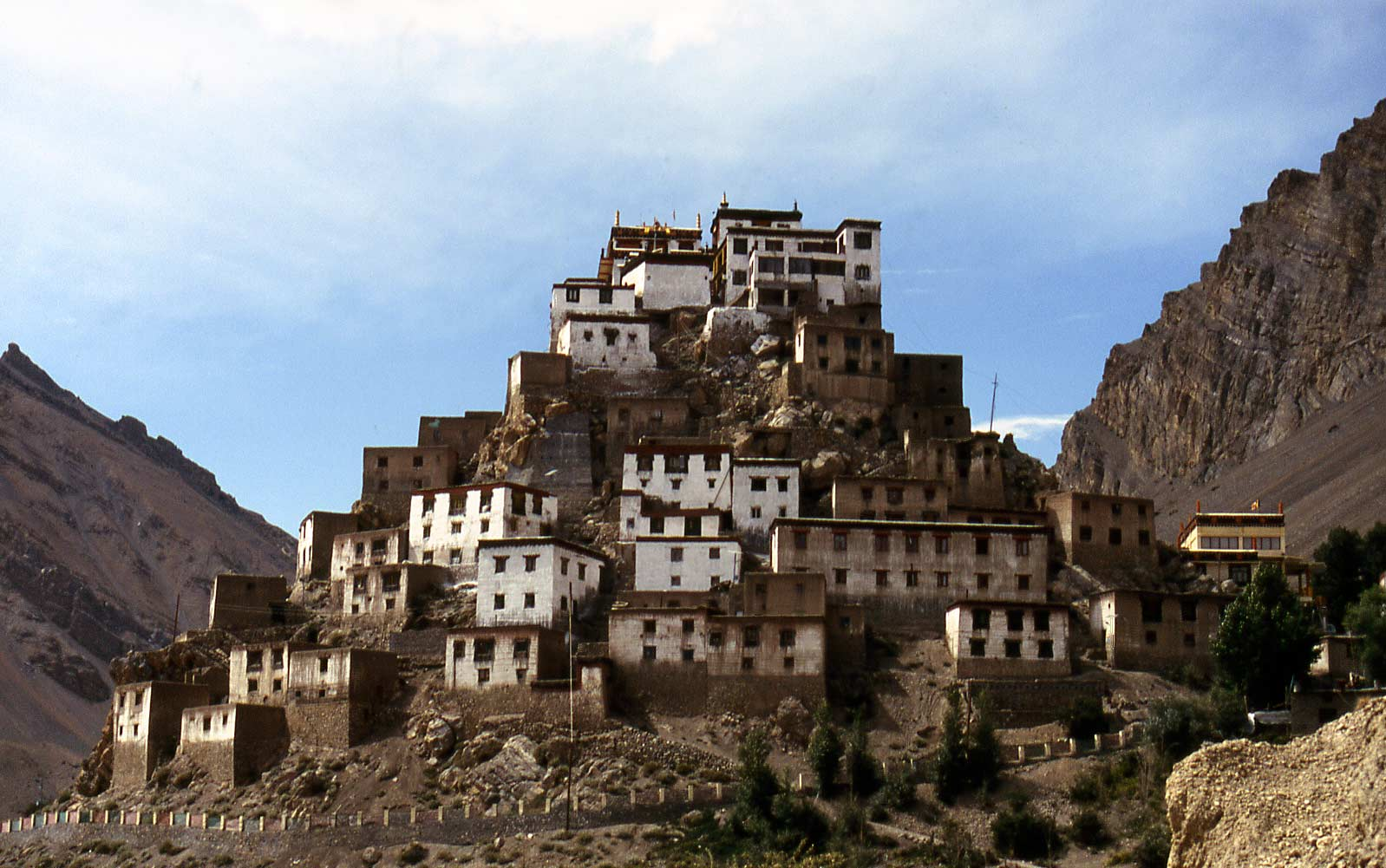
Ки-Гомпа Спити

Большинство лахульцев исповедует индуизм и тибетский буддизм школы Друкпа Кагью, тогда как спитийский бхотия следуют буддизму школы Гелугпа.
В пределах Лахула Тодх/Гахр (верхние регионы Лахула ближе к Ладакху) испытывают сильное буддийское влияние из-за близости к Спити. В Лахуле храмы подобны Трилокинату, где паломники поклоняются главному божеству в различных манифестациях, примечательна форма Шивы и Авалокитешвары, где Удайпур — храм чистой веры. Это барельефные, мраморные, изображения буддийского божества Авалокитешвары (воплощение сострадания Будды) выполнены в сидящей позиции; индуистские последователи воспринимают это как Шива Натараджа, Шива танцующий. Эти изображения появляются в XVI веке, созданные чамбскими мастерами. Они были созданы на месте оригинальных изображений божеств на чёрном камне, которые были повреждены грабителями. Оригинальные изображения сохраняются под цоколем храма. Вероятно, они созданы в XII веке в Кашмире. Большинство расхитителей предметов искусства активно работают в этом регионе, где много заброшенных монастырей и храмов. Раджа Гхепан — одно из важнейших божеств, которому поклоняются большинство лахульцев.
До распространения буддизма и Индуизма, население было привержено религии «Лунг Пе Чхой» — анимизма подобного Бону Тибета. Пока религия процветала, животные и человеческие жертвы регулярно приносились 'Лха', термин отсылающий к злым духам окружающего мира, живущих в старых кедрах, камнях, пещерах. Пережитки Лунг Пе Чхой можно видеть в поведении Лам, которые якобы обладают сверхъестественной силой.
Праздник Лосар (также известный как Халда в Лахаули) празднуется между Январём и Февралём. День праздника определяется Ламами. Он имеет то же значение, что и Дивали индуизма, но празднуется на Тибетский манер.
В начале фестиваля два-три человека из каждого домовладения приходят, держа горящий фимиам. Горящие веточки потом погружаются в костёр. Затем люди могут молиться Шискар Апа, богине благополучия (другое имя Васудхара) в тибетском буддизме.
В Паттанском поясе долины Лахула большинство последователей индуизма, но это только 14 % от всего населения и их называют сванглами. Фестиваль фагли празднуется между февралём и мартом во всей долине. Это новогодний фестиваль и близко стоит к началу года в тибетском и китайском календаре. Примечательно, что паттаны поселились в долине относительно поздно, около 1500 года, и отличаются внешним видом и языком от народов Центральной Азии. Этот пояс известен сближением Чандры и реки Бхага, формирующих Ченаб.
Лахаули имеют три главных долины подобных Киннауру: долина Тинан (Коксар-Даланг), долина Паттан (Мулинг-Удайпурский регион), Пунан или Тодх/Гахр (Кейлонг-Занскар). Люди Паттнаской долины в основном индуисты и в каждой деревне своё божество. Обитатели Тинанской долины в равной мере и индуисты и буддисты. Люди Пунана (Тодх/Гахр) в основном буддисты.

## Туризм

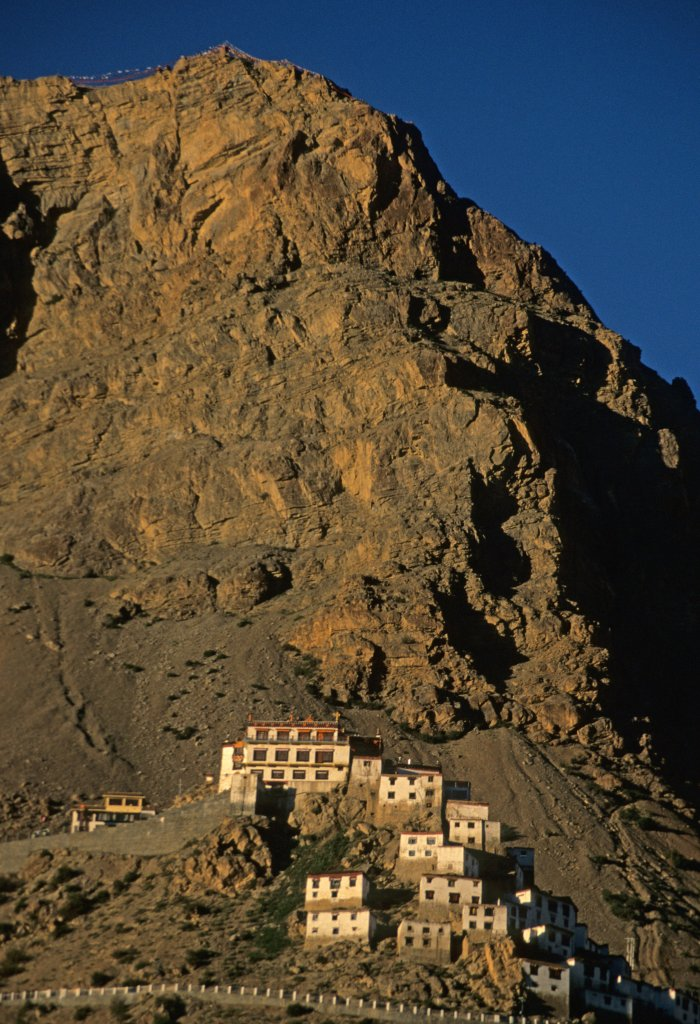
Ки Гомпа

Природные пейзажи и буддийские монастыри, подобные Ки, Дханкар, Шаншур, Гуру Гхантал, Кхунгри в Пинской долине, Тнагьюд Гомпа школы Сакья в Комике, Шеркханг Гомпа в Лахлунге (считается, что она старше монастыря Табо), единственная буддийская мумия Монаха в Гхьюне возрастом около 550 лет и Чандратаал (озеро), — это самые посещаемые туристами места.
Одно из самых интересных мест — монастырь Табо, расположенный в 45 км от Казы, столицы Спити. Этот монастырь стал очень важным, особенно после праздника его тысячелетия в 1996. Это дом для собрания буддийских текстов, буддийских статуй и Таханок. Древняя гомпа обработана смесью грязи и гипса и сохраняет многие писания и документы. Лама Дзангпо возглавляет гомпу. Есть современные гостевые домики с столовой и все они доступны посетителям.
Другая знаменитая гомпа, Карданг, расположена на высоте 3 500 метров через реу, около 8 км от Кейлонга. Карданг также соединён дорогой через мост Танди, который в 14 км от Кейлонга. Построенный в XII веке, этот монастырь — дом для большой библиотеки буддийской литературы, включая каноны Кангьюр и Тангъюр.
Изменчивая погода Лахула и Спити делает округ удобным для посещения только в период с Июня по Октябрь, когда дороги и деревни свободны от снега и высокие перевалы (Рохтанг Ла и Кунзум Ла) открыты. Возможно попасть в Спити из Киннаура (вдоль Сатледжа) по дороге, открытой весь год, хотя там бывают оползни и лавины и дорога закрывается.
Буддийские монастыри в Спити:
Спити — один из важнейших центров буддизма В Химачал-Предеше. Его даже называют в народе 'земля лам'. Долина усеяна большим числом буддийских монастырей или гомп, что знамениты по всему миру и любимы Далай-Ламой.
Монастырь Ге:
Монастырь Ге (Kye) в Спити — главный центр изучения буддизма в Индии. Около 300 лам получают обучение религии здесь. Это старейший и крупнейший монастырь в Спити. Это дом для редких изображений Будды и других божеств и прекрасных манускриптов. Можно также найти редкие Тхангки и древние музыкальные инструменты трубы, тарелки, и барабаны в монастыре.
Монастырь Табо:
Расположенный на восхитительной высоте 3050 метров, монастырь Табо в долине Спити часто называют «Аджанта в Гималаях». Монастырь X века был основан великим учёным Ринченом Санпо и был включён в Список Всемирного Наследия ЮНЕСКО. Монастырь является домом более чем для шести лам и содержит редкое собрание священных писаний, предметы искусства, росписи стен, тхакхи и стукко.
Флора и фауна долины Спити:
Долина имеет большую популяцию снежных леопардов, горных козлов, гималайских бурых медведей, кабарги, гималайских голубых баранов и т. д. В регионе две важнейшие охраняемые зоны, которые являются домом для снежных леопардов и включают Национальный парк долины Пин и заповедник Киббер. Удивительно, что люди Спити не охотятся на животных из-за религиозных убеждений.
Кроме экзотических животных, долина Спити также известна восхитительной флорой и изобилием диких цветов. Некоторые из наиболее распространённых видов: Causinia thomsonii, Seseli trilobum, Crepis flexuosa, Caragana brevifolia и Krascheninikovia ceratoides. Здесь также более 62 видов лекарственных растений.
Приключенческий туризм:
То-до-Триалс:
Для пеших походов в долине Спити предлагаются весьма сложные маршруты для изучения Гималаев. Маршруты позволяют посетить удалённые места и труднодоступные деревни и древние гомпы в окружении экзотической природы. Некоторые из популярнейших маршрутов долины включают Каза-Лангза-Хиким-Комик-Каза, Каза-Ки-Киббер-Гете-Каза, Каза-Лосар-Кунзум Ла и Каза-Табо-Сумдо-Нако. Некоторые из самых высокогорных маршрутов также включают пересечение перевалов, например проход Парангла (соединяющий Ладакх и Спити), проход Пин Парвати, проход Баба, проход Хампта и несколько безымянных. Правда, в Спити нужно брать с собой необходимое оборудование: палатки, спальные мешки, газовые горелки и кухонную утварь, шерстяные покрывала, солнцезащитные кремы и солнцезащитные очки обязательны.
Катание на лыжах:
В Спити катание на лыжах довольно популярно, уже некоторое время лыжи стали популярны в Индии. Покрытые снегом горы с дополнительным преимуществом от высоты привлекают заядлых лыжников, ищущих острых ощущений. Люди из разных стран приезжают сюда.
Сафари на яках:
Самое увлекательное приключение в Спити — это сафари на яках. Поездка на яках позволяет познакомиться с флорой и фауной округа, в том числе и с высокогорной пустыней. Можно организовать и сафари на лошадях.

## Демография
В соответствии с переписью 2011 Лахул и Спити население округа 31 528, примерно как в Сан-Марино. Это 638 место в Индии (из 640). Плотность населения района 2 человека на км². В округе сокращается население за 2001—2011 на −5,1 %. В Лахуле и Спити Соотношение полов 916 женщин на 1000 мужчин, и грамотность — 77,24 %.